# Празеодимтрииндий
Празеодимтрииндий — бинарное неорганическое соединение
индия и празеодима
с формулой In3Pr,
кристаллы.

## Получение
- Сплавление стехиометрических количеств чистых веществ:

{\displaystyle {\mathsf {3In+Pr\ {\xrightarrow {1213^{o}C}}\ In_{3}Pr}}}

## Физические свойства
Празеодимтрииндий образует кристаллы
кубической сингонии,
пространственная группа P m3m,
параметры ячейки a = 0,46707 нм, Z = 1,
структура типа тримедьзолота AuCu3
.
Соединение конгруэнтно плавится при температуре 1213°С (1210°С).